# Yusmay Bicet
Yusmay Bicet Planas  (née le 8 décembre 1983) est une athlète cubaine, spécialiste du triple saut.

## Biographie
Elle obtient la médaille de bronze lors des Championnats d'Amérique centrale et des Caraïbes de 2001 et des Jeux panaméricains de 2003. En 2004, elle remporte le titre des championnats ibéro-américains avec la marque de 14,51 m. Elle se classe neuvième des Jeux olympiques de 2004.
Son record personnel au triple-saut, établi le 4 mars 2004 à La Havane, est de 14,61 m.

### Palmarès
| Date | Compétition                                      | Lieu           | Résultat | Performance |
| ---- | ------------------------------------------------ | -------------- | -------- | ----------- |
| 1999 | Championnats du monde cadets                     | Bydgoszcz      | 3e       | 13,58 m     |
| 2001 | Championnats d'Amérique centrale et des Caraïbes | Guatemala City | 3e       | 13,62 m     |
| 2003 | Jeux panaméricains                               | Saint-Domingue | 3e       | 13,90 m     |
| 2004 | Championnats ibéro-américains                    | Huelva         | 1re      | 14,51 m     |
| 2004 | Jeux olympiques                                  | Athènes        | 9e       | 14,57 m     |

### Records
| Épreuve     | Performance | Lieu      | Date        |
| ----------- | ----------- | --------- | ----------- |
| Triple saut | 14,61 m     | La Havane | 4 mars 2004 |